# Ringo 5.1: The Surround Sound Collection
Ringo 5.1: The Surround Sound Collection e una raccolta pubblicata su audio DVD dall'ex-Beatle Ringo Starr. Le tracce che compaiono sono prese dai suoi album Ringo Rama e Choose Love.

## Tracce

### Disco 1
1. Fading In Fading Out
2. Never Without You
3. Choose Love
4. Imagine Me There
5. Oh My Lord - con Billy Preston
6. Memphis in Your Mind
7. Give Me Back the Beat
8. Love First, Ask Questions Later
9. Don't Hang Up - con Chrissie Hynde
10. Eye to Eye
11. Some People
12. Elizabeth Reigns

### Disco 2
Tutte le tracce masterizzate in Dolby Digital 5.1
1. Fading In Fading Out
2. Never Without You - con Eric Clapton
3. Choose Love
4. Imagine Me There - con Charlie Haden
5. Oh My Lord - con Billy Preston
6. Memphis in Your Mind - con Timothy B. Schmidt
7. Give Me Back the Beat
8. Love First, Ask Questions Later
9. Don't Hang Up - con Chrissie Hynde
10. Eye to Eye
11. Some People
12. Elizabeth Reigns - con Van Dyke Parks
13. I Really Love Her - eseguita completamente da Ringo Starr